# Tetrastigma rupestre
Tetrastigma rupestre är en vinväxtart som beskrevs av Jules Émile Planchon. Tetrastigma rupestre ingår i släktet Tetrastigma och familjen vinväxter. Inga underarter finns listade i Catalogue of Life.